# زیردریایی کلاس اسکورپن
سابمارین کلاس اسکورپن (به انگلیسی: Scorpène-class submarine) یک کلاس از زیردریایی است که طول آن ۶۱٫۷ متر (۲۰۲ فوت) می‌باشد.